# Drygalski-Insel
Die Drygalski-Insel ist eine Insel im Südpolarmeer in der Nähe des Shackleton-Schelfeises in Ostantarktika. Die Insel ist 20,6 km lang und 13,4 km breit. Sie umfasst 220 km². Die Höhe der Eiskuppel beträgt 327 m über dem Meeresspiegel. Die Eiskappe der Insel sitzt auf einer mit Moränenschutt bedeckten Bank der Davissee auf, so dass die Insel vollständig aus Eis besteht. Die Meerestiefe unter der Insel schwankt zwischen 68 m und 200 m.

## Geschichte
Die Drygalski-Insel wurde 1902 durch die Erste Deutsche Antarktisexpedition von Erich von Drygalski vom Fesselballon aus entdeckt.
Im November 1912 sichteten Mitglieder der Australasiatischen Antarktisexpedition (1911–1914) die Insel erneut. Der Leiter der Expedition, Douglas Mawson, ließ sie auf der Rückfahrt im Januar 1914 genauer erforschen. Er benannte die Insel nach Erich von Drygalski.
Im antarktischen Sommer 1957/1958 erforschten sowjetische Wissenschaftler die Insel und stellten eine automatische Wetterstation auf. Die ersten Überwinterer waren 1960 der Potsdamer Meteorologe Günter Skeib, der sowjetische Aerologe Alexander A. Smirnow sowie Sergei Karpuschin.